# Печерск (село, Смоленский район)
Печерск — село в Смоленском районе Смоленской области России. Административный центр Печерского сельского поселения. Население — 5754 чел. (2021 год).

## География
Расположено в центральной части области, в 7 км к северу от Смоленска между автодорогой М1 «Беларусь» и городом.

## История
Название Печерск произошло от др.-рус. печера (пещера). Впервые упомянуто в 1402 году.
Недалеко от села, на северной окраине Смоленска расположен аэропорт Смоленск-Северный, на подлёте к которому 10 апреля 2010 года потерпел крушение самолёт президента Польши Леха Качиньского.

## Население
| 2002 | 2010  | 2021  |
| ---- | ----- | ----- |
| 3750 | ↗3884 | ↗5754 |

## Экономика
Промышленность села связана главным образом с близостью к Смоленску. Строительные организации, производство стройматериалов.

## Спорт
В селе базируется спортивный клуб «Печерск», ставший в 2018 году чемпионом Смоленской области по футболу. Также при клубе имеется женская команда.

## Достопримечательности
- Церковь преподобных Антония и Феодосия Печерских (1768 г.). Кирпичные стены оштукатурены. Храм расписан масляными красками в начале XX века, сборный иконостас относится к середине XX века[6].